# Saint-Martin-Lestra
Saint-Martin-Lestra este o comună în departamentul Loire din sud-estul Franței. În 2009 avea o populație de 897 de locuitori.

## Evoluția populației
| An        | 1975 | 1982 | 1990 | 1999 | 2006 | 2009 |
| --------- | ---- | ---- | ---- | ---- | ---- | ---- |
| Populație | 738  | 705  | 604  | 693  | 823  | 897  |